# Edith Nesbit
Edith Nesbit (Londres, 15 de agosto de 1858-Kent, 4 de mayo de 1924), también conocida luego de casada como Edith Bland, fue una escritora y poetisa inglesa. La menor de seis hermanos, viajó por Inglaterra, España y Francia. Se casó a los 21 años con Hubert Bland, con quien tuvo tres hijos, y adoptó otros dos hijos de su marido. Fue una de las fundadoras de la Sociedad Fabiana y una de las primeras mujeres en fumar en público. Murió de cáncer de pulmón. Escribió terror, romance, poesía, propaganda socialista, obras de teatro y reseñas. Además, escribió un libro muy famoso llamado El castillo encantado.
Es conocida mayormente por sus libros para niños llenos de humor y con un estilo innovador que, en ocasiones, desarrolla las aventuras de los protagonistas en una realidad ordinaria con elementos mágicos.
Las novelas de Edith Nesbit fueron a menudo una fuente de inspiración para otros escritores infantiles como C. S. Lewis, el escritor de Las Crónicas de Narnia; J. K. Rowling, la autora de la saga Harry Potter; Diana Wynne Jones; Pamela Lyndon Travers; y Edward Eager.

## Biografía
Nesbit nació en 1858 en el número 38 de Lower Kennington Lane, Kennington, Surrey (ahora clasificado como Londres interior o Inner London). Su padre, John Collis Nesbit, era un químico agrícola que murió en marzo de 1862, antes de que ella cumpliera cuatro años. Su madre era Sarah Green, de soltera Alderton.
La mala salud de Mary, hermana de Edith, obligó a la familia a viajar durante algunos años, viviendo en Brighton, Buckinghamshire, Francia (Dieppe, Ruan, París, Tours, Poitiers, Angulema, Burdeos, Arcachón, Pau, Bagnères-de-Bigorre y Dinan), España y Alemania. Mary se comprometió en 1871 con el poeta Philip Bourke Marston, pero ese mismo año murió de tuberculosis en Normandía.
Tras la muerte de Mary, Edith y su madre se instalaron durante tres años en Halstead Hall, Halstead, al noroeste de Kent, lugar que inspiró The Railway Children, aunque la inspiración para esta obra también ha sido reclamada por la localidad de New Mills, en Derbyshire.
Cuando Nesbit tenía 17 años, la familia se trasladó a Lewisham, en el sureste de Londres. En el número 28 de Elswick Road hay una placa del ayuntamiento de Lewisham dedicada a ella.
En 1877, a la edad de 18 años, Nesbit conoció al empleado de banca Hubert Bland, tres años mayor que ella. Embarazada de siete meses, se casó con Bland el 22 de abril de 1880, sin embargo no se fueron a vivir juntos, ya que Bland se quedó con su madre. Su matrimonio fue tumultuoso. Pronto, Nesbit descubrió que en casa de su suegra vivía otra mujer, Maggie Doran, que trabajaba como acompañante de esta y que pensaba que era la prometida de Hubert y con quien también había tenido un hijo. Los hijos de Nesbit con Bland fueron Paul Cyril Bland (1880-1940), a quien dedicó The Railway Children; Mary Iris Bland (1881-1965), que se casó con John Austin D. Phillips en 1907; y Fabian Bland (1885-1900), que murió a los 15 años tras una operación de amígdalas, a quien Nesbit le dedicó varios libros, entre ellos The Story of the Treasure Seekers y sus secuelas.
El mazazo definitivo para Edith llegó en 1886, cuando descubrió que su amiga, Alice Hoatson, que estaba embarazada, y a quien había prometido adoptar a su hijo y que viviera en su casa como ama de llaves, había tenido una aventura con su marido, y este era el padre del bebé, Rosamund. Tras descubrir la verdad, Edith y su marido discutieron fuertemente y ella sugirió que Hoatson y el bebé se marcharan; su marido amenazó con abandonar a Edith si renegaba del bebé y de su madre. Hoatson permaneció con ellos como ama de llaves y secretaria y volvió a quedarse embarazada de Bland trece años después. Edith volvió a adoptar al segundo hijo de Hoatson, John. Los dos hijos de Bland con Alice Hoatson, a quienes Edith adoptó, fueron Rosamund Edith Nesbit Hamilton, más tarde Bland (1886-1950), que se casó con Clifford Dyer Sharp el 16 de octubre de 1909, y a quien dedicó The Book of Dragons, y John Oliver Wentworth Bland (1899-1946), a quien se dedicaron The House of Arden y Five Children and It. La hija adoptiva de Edith, Rosamund, colaboró con ella en Cat Tales.
Nesbit admiraba al artista y socialista marxista William Morris. La pareja se unió a los fundadores de la Sociedad Fabiana en 1884, que dio nombre a su hijo Fabian, y editaron conjuntamente su revista Today. Hoatson era su secretario adjunto. Nesbit y Bland se afiliaron a la Federación Socialdemócrata, pero les pareció demasiado radical. Nesbit fue una prolífica conferenciante y escritora sobre socialismo en la década de 1880. Ella y su marido escribieron conjuntamente bajo el seudónimo de "Fabian Bland". Sin embargo, el trabajo conjunto disminuyó a medida que aumentaba el éxito de Nesbit como autora de libros infantiles. Fue conferenciante invitada en la Escuela de Economía de Londres, fundada por otros miembros de la Sociedad Fabiana.
Edith vivió de 1899 a 1920 en Well Hall, Eltham, en el sureste de Londres, que aparece en la ficción en varios de sus libros, como The Red House. A partir de 1911 tuvo una segunda residencia en Crowlink, Friston, Sussex Oriental, en Sussex Downs. Ella y su marido recibieron a muchos amigos, colegas y admiradores en Well Hall.

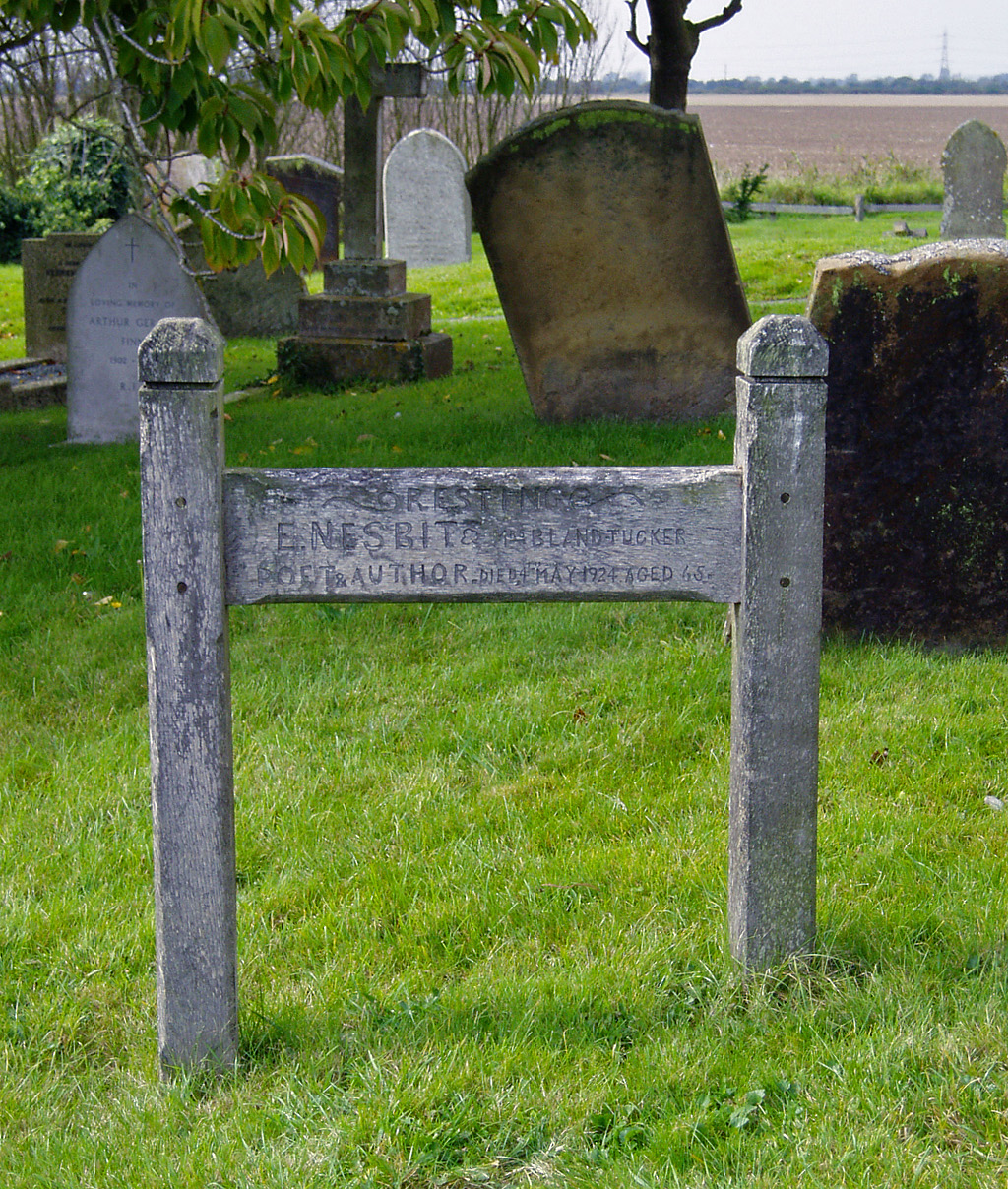
La tumba de Nesbit en el cementerio de St Mary in the Marsh lleva una lápida de madera de su segundo marido, Thomas Terry Tucker. También hay una placa conmemorativa en su honor en el interior de la iglesia.

Hubert Bland falleció el 14 de april de 1914. El 20 de febrero de 1917, unos tres años después de la muerte de su primer marido, Nesbit se casó con Thomas "el Patrón" Tucker en Woolwich, donde él era capitán del transbordador de Woolwich.
Hacia el final de su vida, Nesbit se trasladó primero a Crowlink, y después con el capitán a dos propiedades contiguas que eran edificios del Real Cuerpo Aéreo, 'Jolly Boat' y 'Long Boat'. Nesbit vivió en 'Jolly Boat' y el capitán en 'Long Boat'. Nesbit murió en "The Long Boat", en Jesson, St Mary's Bay, New Romney, Kent, en 1924, probablemente de cáncer de pulmón ("fumaba sin cesar"), y fue enterrada en el cementerio de St Mary in the Marsh. Su marido Thomas murió en la misma dirección el 17 de mayo de 1935. El hijo de Edith, Paul Bland, fue albacea testamentario de Thomas Tucker.

## Trayectoria
Las primeras obras publicadas de Nesbit fueron poemas. Tenía menos de 20 años cuando, en marzo de 1878, la revista mensual Good Words publicó su poema "Under the Trees". En total publicó unos 40 libros para niños, entre novelas, libros de cuentos y álbumes ilustrados. También publicó casi el mismo número de libros en colaboración con otros autores.
La biógrafa de Nesbit, Julia Briggs, la nombra "la primera escritora moderna para niños", que "ayudó a invertir la gran tradición de la literatura infantil inaugurada por Lewis Carroll, George MacDonald y Kenneth Grahame, al apartarse de sus mundos secundarios para acercarse a las duras verdades que se obtienen del encuentro con las cosas tal y como son, antes propias de las novelas para adultos". Briggs también atribuye a Nesbit la invención del relato de aventuras para niños. Noël Coward la admiraba. En una carta a uno de sus primeros biógrafos, Noel Streatfeild escribió: "Tenía una gran economía de frases y un talento sin igual para evocar los calurosos días de verano en la campiña inglesa".
Entre los libros más conocidos de Nesbit figuran The Story of the Treasure Seekers (1899) y The Wouldbegoods (1901), que hablan de los Bastables, una familia de clase media que atraviesa tiempos relativamente difíciles. The Railway Children también se popularizó con una versión cinematográfica de 1970. Gore Vidal calificó el libro de viajes en el tiempo, The Story of the Amulet, como uno en los que "la capacidad de invención de Nesbit alcanza su máximo esplendor". Entre sus obras infantiles también se incluyen obras de teatro y colecciones de versos.
Nesbit es considerada la creadora de la fantasía infantil moderna. Sus innovaciones situaban a niños contemporáneos realistas en escenarios del mundo real con objetos mágicos (lo que ahora se clasificaría como fantasía contemporánea) y aventuras y, a veces, viajes a mundos fantásticos. Esto influyó directa o indirectamente en muchos escritores posteriores, como Pamela Lyndon Travers (de Mary Poppins), Edward Eager, Diana Wynne Jones y J. K. Rowling. También C. S. Lewis le prestó atención en la serie Narnia  y menciona a los niños Bastable en The Magician's Nephew. Michael Moorcock escribió más tarde una serie de novelas steampunk en torno a un Oswald Bastable adulto de The Treasure Seekers. En 2012, Jacqueline Wilson escribió una secuela de la trilogía Psammead: Four Children and It.
Nesbit también escribió para adultos, incluyendo once novelas, cuentos y cuatro colecciones de relatos de terror.
En 2011, Nesbit fue acusada de plagiar el argumento de The Railway Children de The House by the Railway, de Ada J. Graves. The Telegraph informó de que el libro de Graves había aparecido en 1896, nueve años antes que The Railway Children, y enumeró las similitudes entre ambos. Sin embargo, no todas las fuentes coinciden en este hallazgo: La revista Tor.com planteó un error en las noticias anteriores, diciendo que ambos libros habían sido publicados el mismo año, 1906.
En The New Yorker, Jessica Winter ha señalado que los libros de Nesbit están a veces "plagados de lenguaje racista y colonialista y de tropos antisemitas". Aunque era el sostén de la familia y en The Railway Children hace que el padre declare que "las niñas son tan listas como los niños, ¡y no lo olvides!", no defendió los derechos de la mujer. "Se opuso a la causa del sufragio femenino, principalmente, según ella, porque las mujeres podían inclinarse por los conservadores, perjudicando así la causa socialista". Se dice que evitó la moralina literaria que caracterizaba a la época. "Y, lo que es más importante, ambos libros están construidos a partir de un plano que es también una especie de representación de la propia infancia de la autora: un idilio desgarrado de raíz por las exigencias de la enfermedad, la pérdida y el dolor".

## Reconocimientos
- El paseo y carril bici que recorre el lado sur de Well Hall Pleasaunce, en Eltham, se llama Edith Nesbit.[30]
- Lee Green, también en el sureste de Londres, cuenta con los Jardines Edith Nesbit.[31]
- Un sendero de 200 metros en Grove Park, al sureste de Londres, entre Baring Road y Reigate Road, lleva el nombre de Railway Children Walk en honor a la novela,[32] al igual que otro en Oxenhope, un lugar de rodaje del ferrocarril de Keighley y Worth Valley utilizado en la película de 1970.[33]
- Hay una Nesbit Road en St Mary's Bay, Romney Marsh, donde se encuentra la casa de Nesbit, Long Boat & Jolly Boat.[34]
- La actriz Judy Parfitt interpretó a Nesbit en la miniserie The Edwardians (1972-1973). [35]
- En 1996 se fundó la Edith Nesbit Society, presidida por Dame Jacqueline Wilson.[36]
- En The Guardian de 2001, Francis Spufford colocó The Story of the Amulet en el primer puesto de su lista de los mejores libros infantiles.[37]
- La novela de 2009 de A. S. Byatt The Children's Book se inspira en parte en Nesbit, que aparece como personaje junto a Kenneth Grahame y J. M. Barrie.[38]
- La vida de Nesbit inspiró en 2018 una obra de teatro en un acto y para una sola mujer, Larks and Magic, de Alison Neil.[39][40][41]
- Varios de los relatos cortos de terror de Nesbit fueron adaptados en la obra antológica The Shadow In The Dark, de Oliver Giggins y Ash Pryce, que también se basó en elementos de la propia vida y miedos de Nesbit extraídos de sus escritos autobiográficos. El espectáculo se estrenó en el Festival de Terror de Edimburgo en 2023.[42]

## Obra
- The Story of the Treasure Seekers, 1899 (Los buscadores de tesoros), trad. de Juan M. San Miguel, publicada por SM en 1988.
- Five Children and it, 1902 (Cinco niños y esto), trad. de Nuria Reina Bachot, publicada por El Paseo en 2018.
- The Story of the Amulet, 1906 (Historia de un amuleto) trad. de Rosa S Corgatelli, publicada por Editorial Andrés Bello en 2006.
- La ciudad mágica (The Magic City, 1920), trad. de Nuria Reina Bachot, publicada por Editorial Berenice en 2014.
- The Phoenix and the carpet, 1904 (El fénix y la alfombra).
- The last of the dragons, 1899 (Historias de Dragones), trad. de Marisol Dorao, publicada por Anaya en 1991.
- The Enchanted Castle, 1907 (El castillo encantado) trad. de Anne-Helène Suárez, publicada por Alba Editorial en 1998.
- Man-Size in Marble, 1887 (En mármol y a tamaño natural), Relato contenido en el libro Relatos de fantasmas de Steven Zorn, trad. de Francisco Torres Oliver, publicada por Vicens Vivens en 1998.
- The House With No Adress, 1909, (La casa del fin del mundo).
- Railway Children, 1906 (Los chicos del ferrocarril) trad. de Nuria Reina Bachot, publicada por Berenice en 2013.
- Grim Tales, 1893 (Relatos sombríos) trad. de Gonzalo Gómez Montoro, publicada por La Biblioteca de Carfax en 2017.[43]